# Consorti dei sovrani di Napoli
Il seguente è un elenco delle regine consorti dei Re di Napoli e dei re consorti delle regine di Napoli, fino alla costituzione del Regno delle Due Sicilie. In alcuni periodi il regno fu unito al Regno di Sicilia, in unione personale.

## Angiò (1282-1382)
| Immagine | Nome                               | Padre                                             | Nascita | Matrimonio | Divenne Consorte | Cessò di essere Consorte | Morte | Consorte   |
| -------- | ---------------------------------- | ------------------------------------------------- | ------- | ---------- | ---------------- | ------------------------ | ----- | ---------- |
|          | Margherita di Borgogna             | Oddone di Borgogna, conte di Nevers (Borgogna)    | 1250    | 1268       | 1282             | 1285                     | 1308  | Carlo I    |
|          | Maria d'Ungheria                   | Stefano V, re d'Ungheria (Arpadi)                 | 1257    | 1270       | 1285             | 1309                     | 1323  | Carlo II   |
|          | Sancha di Maiorca                  | Giacomo II, re di Maiorca (Barcellona)            | 1285    | 1304       | 1309             | 1343                     | 1345  | Roberto I  |
|          | Andrea d'Ungheria duca di Calabria | Carlo I, re d'Ungheria (Angiò)                    | 1327    | 1342       | 1344             | 1345                     | 1345  | Giovanna I |
|          | Luigi di Taranto re consorte       | Filippo I, principe di Taranto (Angiò)            | 1320    | 1347       | 1347             | 1362                     | 1362  | Giovanna I |
|          | Giacomo IV di Maiorca              | Giacomo III, re di Maiorca (Barcellona)           | 1336    | 1363       | 1363             | 1375                     | 1375  | Giovanna I |
|          | Ottone IV di Brunswick-Grubenhagen | Enrico II, duca di Brunswick-Grubenhagen (Welfen) | 1320    | 1376       | 1376             | 1382                     | 1398  | Giovanna I |

## Angiò-Durazzo (1382-1435)
| Immagine | Nome                                        | Padre                                                              | Nascita | Matrimonio | Divenne Consorte | Cessò di essere Consorte | Morte | Consorte    |
| -------- | ------------------------------------------- | ------------------------------------------------------------------ | ------- | ---------- | ---------------- | ------------------------ | ----- | ----------- |
|          | Margherita di Durazzo                       | Carlo, duca di Durazzo (Angiò-Durazzo)                             | 1347    | 1369       | 1382             | 1386                     | 1412  | Carlo III   |
|          | Costanza Chiaramonte                        | Manfredi III Chiaramonte, conte di Modica (Chiaramonte o Clermont) | 1377    | 1389       | 1389             | 1392                     | 1423  | Ladislao I  |
|          | Maria di Lusignano                          | Giacomo I, re di Cipro (Lusignano)                                 | 1382    | 1403       | 1403             | 1404                     | 1404  | Ladislao I  |
|          | Maria d'Enghien                             | Giovanni d'Enghien, conte di Castro (Enghien)                      | 1367    | 1407       | 1407             | 1414                     | 1446  | Ladislao I  |
|          | Giacomo II di Borbone-La Marche re consorte | Giovanni I, conte di La Marche (Borbone-La Marche)                 | 1370    | 1415       | 1415             | 1418                     | 1438  | Giovanna II |

## Angiò-Valois (in opposizione agli Angiò-Durazzo)
La sovranità degli Angiò-Durazzo fu contestata dai membri del ramo Angiò-Valois. All'origine delle controversie il fatto che Giovanna I (detronizzata, imprigionata e uccisa dal cugino Carlo III che conquistò il trono) adottò Luigi I, questi e i suoi discendenti condussero diverse spedizioni militari nel Regno reclamando più volte la corona. Le ostilità terminarono quando Giovanna II riconobbe Luigi III come Duca di Calabria ed erede al trono. Luigi III morì prima di Giovanna II pertanto alla morte della sovrana la corona passò al fratello di Luigi III ovvero Renato d'Angiò.
| Immagine | Nome                     | Padre                                 | Nascita | Matrimonio | Divenne Regina | Cessò di essere Regina | Morte | Consorte  |
| -------- | ------------------------ | ------------------------------------- | ------- | ---------- | -------------- | ---------------------- | ----- | --------- |
|          | Maria di Blois-Châtillon | Carlo I, duca di Bretagna (Blois)     | 1345    | 1360       | 1382           | 1384                   | 1404  | Luigi I   |
|          | Iolanda d'Aragona        | Giovanni I, re d'Aragona (Barcellona) | 1384    | 1400       | 1400           | 1417                   | 1442  | Luigi II  |
|          | Margherita di Savoia     | Amedeo VIII, duca di Savoia (Savoia)  | 1420    | 1432       | 1432           | 1434                   | 1479  | Luigi III |

## Angiò (1435-1442)
| Immagine | Nome               | Padre                             | Nascita | Matrimonio | Divenne Regina | Cessò di essere Regina | Morte | Consorte |
| -------- | ------------------ | --------------------------------- | ------- | ---------- | -------------- | ---------------------- | ----- | -------- |
|          | Isabella di Lorena | Carlo II, duca di Lorena (Lorena) | 1400    | 1420       | 1435           | 1442                   | 1435  | Renato I |

## Trastámara (1442-1495)
Alfonso V, re d'Aragona e di Sicilia venne adottato da Giovanna II, fornendogli la base giuridica per rivendicare il Meridione continentale ai danni di Renato I, forte di questa interpretazione Alfonso conquisterà militarmente il Regno di Napoli assumendo il titolo di Alfonso I Rex Utriusque Siciliae e unificando anche formalmente i due regni.
| Immagine | Nome                    | Padre                                                            | Nascita | Matrimonio | Divenne Regina | Cessò di essere Regina | Morte | Consorte              |
| -------- | ----------------------- | ---------------------------------------------------------------- | ------- | ---------- | -------------- | ---------------------- | ----- | --------------------- |
|          | Maria di Castiglia      | Enrico III, re di Castiglia (Trastámara)                         | 1401    | 1415       | 1442           | 1458                   | 1458  | Alfonso I             |
|          | Isabella di Chiaromonte | Tristano di Chiaromonte, conte di Copertino (Chiaromonte-Lodeve) | 1424    | 1444       | 1458           | 1465                   | 1465  | Ferdinando I Ferrante |
|          | Giovanna d'Aragona      | Giovanni II, re d'Aragona (Trastámara)                           | 1455    | 1477       | 1477           | 1494                   | 1517  | Ferdinando I Ferrante |

## Valois(1495)
A seguito della sua discesa in Italia, il re di Francia Carlo VIII rivendicò la corona di Napoli e, a fine febbraio 1495, venne incoronato re approfittando del fatto che il legittimo sovrano, Fernando II detto Ferrandino, aveva lasciato la capitale per organizzare una controffensiva.
In cinque mesi però, la situazione precipitò e Carlo VIII dovette abbandonare Napoli e la sua corona.
| Immagine | Nome             | Padre                                           | Nascita | Matrimonio | Divenne Regina | Cessò di essere Regina | Morte | Consorte              |
| -------- | ---------------- | ----------------------------------------------- | ------- | ---------- | -------------- | ---------------------- | ----- | --------------------- |
|          | Anna di Bretagna | Francesco II, duca di Bretagna (Dreux-Montfort) | 1477    | 1491       | 1495           | 1495                   | 1514  | Carlo IV (contestato) |

## Trastámara (1495-1501)
| Immagine | Nome               | Padre                                      | Nascita | Matrimonio | Divenne Regina | Cessò di essere Regina | Morte | Consorte                 |
| -------- | ------------------ | ------------------------------------------ | ------- | ---------- | -------------- | ---------------------- | ----- | ------------------------ |
|          | Giovanna di Napoli | Ferdinando I, re di Napoli (Trastámara)    | 1478    | 1496       | 1496           | 1496                   | 1518  | Ferdinando II Ferrandino |
|          | Isabella del Balzo | Pirro del Balzo, duca d'Andria (del Balzo) | 1468    | 1486       | 1496           | 1501                   | 1533  | Federico I               |

## Valois-Orléans (1501-1504)
Nel 1501 il Regno di Napoli fu conquistato dalla Francia, il re Federico I fu catturato e imprigionato in Francia, ove morì, mentre il re di Francia Luigi XII venne incoronato re di Napoli.
| Immagine | Nome             | Padre                                           | Nascita | Matrimonio | Divenne Regina | Cessò di essere Regina | Morte | Consorte |
| -------- | ---------------- | ----------------------------------------------- | ------- | ---------- | -------------- | ---------------------- | ----- | -------- |
|          | Anna di Bretagna | Francesco II, duca di Bretagna (Dreux-Montfort) | 1477    | 1499       | 1501           | 1504                   | 1514  | Luigi II |

## Trastámara (1504-1516)
Dopo la vittoria spagnola contro i francesi nella battaglia del Garigliano, Ferdinando II, già re d'Aragona e di Sicilia, riuscì ad annettersi il regno di Napoli. Così facendo, però, fece entrare il meridione d'Italia nell'orbita spagnola, dove rimase per più di due secoli.
| Immagine | Nome                    | Padre                                                 | Nascita | Matrimonio | Divenne Regina | Cessò di essere Regina | Morte | Consorte       |
| -------- | ----------------------- | ----------------------------------------------------- | ------- | ---------- | -------------- | ---------------------- | ----- | -------------- |
|          | Isabella I di Castiglia | Giovanni II, re di Castiglia (Trastámara)             | 1451    | 1469       | 1504           | 1504                   | 1504  | Ferdinando III |
|          | Germana de Foix         | Giovanni di Foix-Étampes, visconte di Narbonne (Foix) | 1488    | 1505       | 1505           | 1516                   | 1538  | Ferdinando III |

## PeriodoVicereale(1516-1734)
Con Ferdinando II il regno di Napoli (come quello di Sicilia) è amministrato sul territorio da distinti viceré (in apposite monografie sono riportati sia i Viceré spagnoli di Napoli, sia i Viceré austriaci di Napoli). Le regine consorti continuano a detenere tale titolo sia per Napoli che per la Sicilia.

### Asburgo di Spagna (1516-1700)
| Immagine | Nome                              | Padre                                              | Nascita | Matrimonio | Divenne Regina | Cessò di essere Regina | Morte | Consorte    |
| -------- | --------------------------------- | -------------------------------------------------- | ------- | ---------- | -------------- | ---------------------- | ----- | ----------- |
|          | Isabella del Portogallo           | Manuele I, re del Portogallo (Aviz-Beja)           | 1503    | 1526       | 1526           | 1539                   | 1539  | Carlo IV    |
|          | Maria I d'Inghilterra             | Enrico VIII, re d'Inghilterra (Tudor)              | 1516    | 1554       | 1556           | 1558                   | 1558  | Filippo I   |
|          | Elisabetta di Valois              | Enrico II, re di Francia (Valois-Angoulême)        | 1545    | 1559       | 1559           | 1568                   | 1568  | Filippo I   |
|          | Anna d'Austria                    | Massimiliano II, Sacro Romano Imperatore (Asburgo) | 1549    | 1570       | 1570           | 1580                   | 1580  | Filippo I   |
|          | Margherita d'Austria-Stiria       | Carlo II, arciduca d'Austria Interiore (Asburgo)   | 1584    | 1599       | 1599           | 1611                   | 1611  | Filippo II  |
|          | Elisabetta di Francia             | Enrico IV, re di Francia (Borbone)                 | 1602    | 1615       | 1621           | 1644                   | 1644  | Filippo III |
|          | Maria Anna d'Austria              | Ferdinando III, Sacro Romano Imperatore (Asburgo)  | 1634    | 1649       | 1649           | 1665                   | 1696  | Filippo III |
|          | Maria Luisa d'Orléans             | Filippo I, duca d'Orléans (Borbone-Orléans)        | 1662    | 1679       | 1679           | 1689                   | 1689  | Carlo V     |
|          | Maria Anna del Palatinato-Neuburg | Filippo Guglielmo, elettore Palatino (Wittelsbach) | 1667    | 1690       | 1690           | 1700                   | 1740  | Carlo V     |

### Borbone di Spagna (1700-1713)
| Immagine | Nome                  | Padre                                       | Nascita | Matrimonio | Divenne Regina | Cessò di essere Regina | Morte | Consorte   |
| -------- | --------------------- | ------------------------------------------- | ------- | ---------- | -------------- | ---------------------- | ----- | ---------- |
|          | Maria Luisa di Savoia | Vittorio Amedeo II, duca di Savoia (Savoia) | 1688    | 1701       | 1701           | 1713                   | 1714  | Filippo IV |

### Asburgo d'Austria (1713-1734)
Filippo V di Spagna perdette il regno ad opera degli Asburgo d'Austria nella guerra di successione spagnola, di fatto nel 1707, formalmente nel 1713 con la pace di Utrecht. Le clausole di questo trattato prevedevano la cessione di Napoli all'Austria e della sola Sicilia ai Savoia.
| Immagine | Nome                                          | Padre                                                  | Nascita | Matrimonio | Divenne Regina | Cessò di essere Regina | Morte | Consorte |
| -------- | --------------------------------------------- | ------------------------------------------------------ | ------- | ---------- | -------------- | ---------------------- | ----- | -------- |
|          | Elisabetta Cristina di Brunswick-Wolfenbüttel | Luigi Rodolfo, duca di Brunswick-Wolfenbüttel (Welfen) | 1691    | 1708       | 1713           | 1734                   | 1750  | Carlo VI |

## Borbone di Napoli (1735-1806)
Il regno fu conquistato dalle armate spagnole nel 1734, durante la Guerra di successione polacca. Il Regno di Napoli e Il Regno di Sicilia vennero riconosciuti come indipendenti e assegnati ad un ramo cadetto dei Borbone di Spagna con il Trattato di Vienna del 1738, dando inizio al ramo dei Borbone di Napoli (poi Borbone delle Due Sicilie).
| Immagine | Nome                     | Padre                                                       | Nascita | Matrimonio | Divenne Regina | Cessò di essere Regina                                          | Morte | Consorte      |
| -------- | ------------------------ | ----------------------------------------------------------- | ------- | ---------- | -------------- | --------------------------------------------------------------- | ----- | ------------- |
|          | Maria Amalia di Sassonia | Augusto III, re di Polonia ed elettore di Sassonia (Wettin) | 1724    | 1738       | 1738           | 1759                                                            | 1760  | Carlo VII     |
|          | Maria Carolina d'Austria | Francesco I, Sacro Romano Imperatore (Asburgo-Lorena)       | 1752    | 1768       | 1768           | 1806 Continuò ad essere regina consorte di Sicilia fino al 1814 | 1814  | Ferdinando IV |

## Bonaparte (1806-1808)
Anche il Regno di Napoli fu investo agli inizi del XIX secolo dalla tempesta napoleonica. Dopo la vittoria di Austerlitz, Napoleone Bonaparte promosse l'occupazione definitiva del napoletano e dichiarò quindi decaduta la dinastia borbonica nominando nuovo Re di Napoli il fratello Giuseppe. Da segnalare che in questo periodo il re Ferdinando IV continuò a regnare de facto sulla Sicilia e perse solo il regno napoletano.
Sul trono napoletano si avvicendarono prima Giuseppe Bonaparte, poi Gioacchino Murat marito di Carolina Bonaparte, sorella di Napoleone.
| Immagine | Nome        | Padre          | Nascita | Matrimonio | Divenne Regina | Cessò di essere Regina | Morte | Consorte           |
| -------- | ----------- | -------------- | ------- | ---------- | -------------- | ---------------------- | ----- | ------------------ |
|          | Julie Clary | François Clary | 1771    | 1794       | 1806           | 1808                   | 1845  | Giuseppe Bonaparte |

## Murat (1808-1815)
| Immagine | Nome               | Padre                              | Nascita | Matrimonio | Divenne Regina | Cessò di essere Regina | Morte | Consorte         |
| -------- | ------------------ | ---------------------------------- | ------- | ---------- | -------------- | ---------------------- | ----- | ---------------- |
|          | Carolina Bonaparte | Carlo Maria Buonaparte (Bonaparte) | 1782    | 1800       | 1808           | 1815                   | 1839  | Gioacchino Murat |

Dopo la caduta di Napoleone con la Restaurazione i Borbone-Napoli tornarono sul trono napoletano. Nel 1816 il Regno di Sicilia venne unito al Regno di Napoli creando il neonato Regno delle Due Sicilie con Napoli unica capitale. Per sancire l'unione dei due regni il re Ferdinando IV di Napoli (e III di Sicilia) decise di farsi chiamare Ferdinando I delle Due Sicilie. Anche il nome della casata reale venne emendato in Borbone delle Due Sicilie per riflettere il cambiamento. Dopo la morte della regina Maria Carolina nel 1814, Ferdinando si risposò una seconda volta, in nozze morganatiche, con Lucia Migliaccio, duchessa di Floridia. Proprio per il fatto che il matrimonio era morganatico Lucia non divenne mai regina consorte delle Due Sicilie.